# Adidas Grand Prix 2015
L'Adidas Grand Prix 2015 è stato la 9ª edizione dell'annuale meeting di atletica leggera denominato appunto Adidas Grand Prix, che si disputa presso l'Icahn Stadium di New York, il 13 giugno 2015. Questa competizione è stata anche la settima tappa del prestigioso circuito IAAF Diamond League 2015.

## Risultati
Di seguito i primi tre classificati di ogni specialità.

### Uomini
| Specialità             |                      | Prestazione | 2º classificato   | Prestazione | 3º classificato       | Prestazione |
| 100 m                  | Tyson Gay            | 10.12       | Keston Bledman    | 10.13       | Nesta Carter          | 10.15       |
| 200 m                  | Usain Bolt           | 20.29       | Zharnel Hughes    | 20.32       | Julian Forte          | 20.46       |
| 400 m                  | Wayde van Niekerk    | 44.24       | Christopher Brown | 44.74       | Tony McQuay           | 45.26       |
| 800 m                  | David Rudisha        | 1:43.58     | Boris Berian      | 1:43.84     | Pierre-Ambroise Bosse | 1:43.88     |
| 5000 m                 | Ben True             | 13:29.48    | Nick Willis       | 13:29.78    | Nguse Amloson         | 13:30.22    |
| 110 m ostacoli         | David Oliver         | 13.19       | Jason Richardson  | 13.26       | Garfield Darien       | 13.32       |
| 400 m ostacoli         | Javier Culson        | 48.48       | Lj Van Zyl        | 48.78       | Jefery Gibson         | 48.97       |
| Salto triplo           | Pedro Pablo Pichardo | 17.56       | Will Claye        | 16.96       | Omar Craddock         | 16.55       |
| Getto del peso         | Joe Kovacs           | 21.67       | Jordan Clarke     | 21.34       | Tom Walsh             | 21.26       |
| Lancio del giavellotto | Vitezlav Vesely      | 83.62       | Ari Mannio        | 83.37       | Hamish Peacock        | 82.91       |

     Atleti al primo posto nella classifica di specialità.

### Donne
| Specialità       |                   | Prestazione | 2º classificato                | Prestazione | 3º classificato         | Prestazione |
| 100 m            | English Gardner   | 11.00       | Samantha Henry-Thompson        | 11.08       | Kelly-Ann Baptiste      | 11.19       |
| 200 m            | Tori Bowie        | 22.23       | Blessing Okagbare-Ighoteguonor | 22.67       | Sherone Simpson         | 22.69       |
| 400 m            | Deedee Trotter    | 51.96       | Shana Cox                      | 52.62       | Anastasia Le-Roy        | 52.80       |
| 400 m            | Francena McCorory | 48.86       | Shaunae Miller                 | 50.66       | Stephenie Ann McPherson | 50.84       |
| 800 m            | Ajeé Wilson       | 1:58.83     | Janeth Jepkosgei               | 1:59.37     | Chanelle Price          | 1:59.47     |
| 1000 m           | Erin Donohue      | 2:37.42     | Treniere Moser                 | 2:37.53     | Dana Mecker             | 2:37.89     |
| 3000 m siepi     | Hiwot Ajelew      | 9:25.26     | Ashley Higginson               | 9:31.32     | Sviatlana Kudzelich     | 9:31.70     |
| 100 m ostacoli   | Sharika Nelvis    | 12.65       | Tiffany Porter                 | 12.81       | Danielle WIlliams       | 12.89       |
| Salto in alto    | Ruth Beitia       | 1.97        | Blanka Vlašić                  | 1.97        | Levern Spencer          | 1.91        |
| Salto con l'asta | Fabiana Murer     | 4.80        | Nikoléta Kiriakopoúlou         | 4.80        | Jennifer Suhr           | 4.54        |
| Salto in lungo   | Christabel Nettey | 6.92        | Tianna Bartoletta              | 6.89        | Shara Proctor           | 6.72        |
| Lancio del disco | Sandra Perković   | 68.44       | Yaimé Pérez                    | 65.86       | Mélina Robert-Michon    | 62.77       |

     Atleti al primo posto nella classifica di specialità.
     Prestazione che stabilisce il nuovo record del meeting.